# Qazyan (Ucar)
Qazyan è un comune dell'Azerbaigian situato nel distretto di Ucar. Conta una popolazione di 16 018 abitanti.